# Paweł Cieślik
Paweł Cieślik (Poznań, 12 april 1986) is een Pools wielrenner die tot en met 2022 reed voor Voster ATS Team.

## Overwinningen
2011
4e etappe Ronde van Slowakije
2012
2e etappe Ronde van Małopolska
2014
2e etappe Ronde van Opper-Oostenrijk
GP Kralovehradeckeho kraje
2017
1e etappe Ronde van Tsjechië (ploegentijdrit)
2018
Bergklassement Bałtyk-Karkonosze-Tour

## Ploegen
- 2009 –  Mróz Continental Team
- 2010 –  Mróz Active Jet
- 2011 –  Bank BGŻ
- 2012 –  Bank BGŻ
- 2013 –  Bank BGŻ
- 2014 –  Bauknecht-Author
- 2015 –  Whirlpool-Author
- 2016 –  Verva ActiveJet Pro Cycling Team
- 2017 –  Elkov-Author Cycling Team (vanaf 7-4)
- 2018 –  CCC Sprandi Polkowice
- 2019 –  Wibatech Merx 7R
- 2020 –  Voster ATS Team
- 2021 –  Voster ATS Team
- 2022 –  Voster ATS Team

Aniołkowski · A.Banaszek · N.Banaszek · Bernas · Bodnar · Charucki · Cieślik · Franczak · Gradek · Hník · Koch · Podlaski · Polnický · Simón · Stachowiak · Staniszewski
Antunes · Banaszek · Bernas · Brożyna · Cieślik · Franczak · Gradek · Koch · Kump · Kurek · Małecki · Owsian · Paluta · Pluciński · Sajnok · Schlegel · Sisr · Stosz · Taciak · Tratnik